# Kaspars Bērziņš
Kaspars Berzins (Riga, Letonia, 25 de agosto de 1985) es un jugador letón de baloncesto que juega en el Real Betis Baloncesto de la Liga LEB Oro. Con una altura de 2,13 m ocupa la posición de pívot.

## Trayectoria
En julio de 2009 deja su país natal y firma un contrato de tres temporadas con el Baloncesto Fuenlabrada Tras la disputa de 12 partidos con el club madrileño es cedido al Cáceres 2016 Basket de LEB Oro donde finaliza la temporada con unas medias de 6,7 puntos y 3,7 rebotes en 18 partidos disputados.
En agosto de 2010 se confirma la rescisión de su contrato con el Fuenlabrada y su regreso a Letonia donde ficha por el VEF Riga.
En febrero de 2014 ficha por el Obradoiro hasta final de temporada.
En la temporada 2021-22, firma por el Krepšinio klubas Lietkabelis de la Lietuvos Krepšinio Lyga.
En verano de 2022, firma por el Juventus Utena de la Lietuvos Krepšinio Lyga.
El 9 de noviembre de 2022, firma un contrato temporal por el SIG Strasbourg de la LNB Pro A.
El 17 de noviembre de 2023, firma por el Real Betis Baloncesto de la Liga LEB Oro.

## Selección nacional
Ha sido internacional con la Selección de baloncesto de Letonia. 

## Clubes
- 2002-2004. BK Skonto. LBL.  Letonia
- 2004-2005. Unicaja Málaga. EBA y ACB.  España
- 2005-2006. BK Riga. LBL.  Letonia
- 2006-2009. Barons LMT. LBL.  Letonia
- 2008-2010. Ayuda en Acción Fuenlabrada. ACB.  España
  - 2010. Cáceres 2016 Basket. LEB Oro (cedido por el Fuenlabrada).  España
- 2010-2013 VEF Riga. LBL.  Letonia
- 2014 Obradoiro CAB. ACB.  España
- 2014-2015 BC Krasnye Krylia. VTB United League.  Rusia
- 2015 BC Nizhni Nóvgorod. VTB United League.  Rusia
- 2016 BC Zenit San Petersburgo. VTB United League.  Rusia
- 2016 BK Ogre. LBL.  Letonia
- 2017-2021 Lokomotiv Kuban. VTB United League.  Rusia
- 2021-2022 Krepšinio klubas Lietkabelis. LKL.  Lituania
- 2022 Juventus Utena. LKL.  Lituania
- 2022–2023 SIG Strasbourg. LNB Pro A.  Francia
- 2023 New Taipei CTBC DEA. T1 League.  República de China
- 2023 Rīgas Zeļli. Latvian-Estonian Basketball League.  Letonia
- 2023-presente Real Betis Baloncesto. LEB Oro.  España

## Palmarés
- 2003-04. Subcampeón de la LBL con el BK Skonto Riga.
- 2007-08. Campeón de la LBL con el Barons LMT Riga.
- 2007-08. Campeón de la FIBA Eurocup con el Barons LMT Riga.
- 2008-09. Subcampeón de la LBL con el Barons LMT Riga.